# Zonosaurus haraldmeieri
Zonosaurus haraldmeieri là một loài thằn lằn trong họ Gerrhosauridae. Loài này được Brygoo & Böhme mô tả khoa học đầu tiên năm 1985.